# Armando Vara
Armando António Martins Vara (Vinhais, Vilar de Ossos, Lagarelhos, 27 de março de 1954) é um político e administrador bancário português.
De 16 de janeiro de 2019 a 11 de outubro de 2021 esteve detido no Estabelecimento Prisional de Évora, a cumprir pena de 5 anos de cadeia que foi condenado, no Processo Face Oculta.

## Biografia
Estudou Filosofia na Faculdade de Ciências Sociais e Humanas da Universidade Nova de Lisboa, tendo abandonado a universidade sem obter o diploma de Licenciatura. Em 2004, antes de ter qualquer licenciatura, obteve um diploma de Pós-Graduação em Gestão Empresarial no Instituto Superior de Ciências do Trabalho e da Empresa.
Mais tarde, obteve o diploma de licenciatura no curso de Relações Internacionais, na defunta Universidade Independente, três dias antes da sua nomeação para a Administração da Caixa Geral de Depósitos, cargo que deixou de exercer para assumir a vice-presidência do Banco Comercial Português.
Um mês e meio depois de ter abandonado a Caixa Geral de Depósitos para assumir a vice-presidência do Banco Comercial Português, foi promovido no banco público ao escalão máximo de vencimento, o nível 18, o que terá reflexos para efeitos de reforma.
Foi-lhe atribuída uma subvenção mensal vitalícia mensal no valor de 2014,15 euro que em 2003 passou para 4590 euros.

### Vida pessoal
Testes de ADN revelam que Vara é o pai biológico da filha de Ana Simões, ex-mulher de António José Morais (o antigo professor de José Sócrates na Universidade Independente). A criança nasceu em 2004. À data de julho de 2015, o caso corria nos tribunais, com Morais a exigir a Vara e a Ana Simões uma indemnização de 160.000 euros, equivalente ao que diz ter gasto a educar, durante seis anos, uma criança que não era sua filha.

## Carreira política e profissional
Foi deputado à Assembleia da República nas IV, V, VI e VII Legislaturas.
Em 1991 foi candidato a Presidente da Câmara Municipal da Amadora, tendo perdido para a CDU. Foi Vereador durante algum tempo.
No governo de António Guterres, foi primeiro secretário de Estado da Administração Interna (1995-97), depois secretário de Estado adjunto do ministro da Administração Interna (1997-99).
Após a vitória eleitoral do PS em 1999, tornou-se ministro adjunto do primeiro-ministro (1999-2000), com os pelouros da juventude, toxicodependência e comunicação social.
Vara recorreu ao director-geral do GEPI (Gabinete de Estudos e Planeamento de Instalações do Ministério da Administração Interna) e a engenheiros que dele dependiam para projectar a moradia que construiu perto de Montemor-o-Novo.
Em setembro de 2000, passou a ministro da Juventude e Desporto. Ainda em 2000, viu-se forçado a pedir a demissão do cargo de ministro da Juventude e do Desporto, após pressão exercida pelo presidente da República, Jorge Sampaio, junto do primeiro-ministro, António Guterres, ao surgirem notícias sobre irregularidades cometidas pela Fundação para a Prevenção e Segurança Rodoviária, que fundara no ano anterior, quando era secretário de Estado da Administração Interna, processo que seria posteriormente arquivado. A Fundação para a Prevenção e Segurança era uma instituição privada financiada pelo Estado e que tinha como objetivo substituir o Ministério na organização de campanhas de prevenção rodoviária. Dirigida por membros do gabinete de Vara, teve as suas contas auditadas pelo Tribunal de Contas, que se deparou com várias irregularidades, entre elas transferências do Estado num valor de 380 mil contos (1,9 milhões de euros). A fundação foi um instrumento para fugir ao controlo do Tribunal de Contas e contornar a obrigatoriedade de concursos públicos nas adjudicações. O ministro da Administração Interna, Fernando Gomes, decidiu cortar o financiamento à Fundação, no entanto, a ordem foi contrariada pelo seu secretário de Estado, Luís Patrão. Apesar de terem sido abertos inquéritos à gestão da Fundação por parte do Instituto de Gestão e Administração Pública, da Procuradoria-Geral da República e do Tribunal de Contas, e de ter sido constituída, por iniciativa do PSD, uma comissão de inquérito sobre o tema na Assembleia da República, não foi provada nenhuma irregularidade relacionada com a Fundação. Armando Vara usou um jornalista da Rádio Renascença, fazendo publicar uma notícia em que «fonte próxima do gabinete» revelava que Armando Vara ponderava sair do governo, para a desmentir no dia seguinte, como forma de avaliar a sua importância no governo de António Guterres.
A 21 de abril de 2005, foi agraciado com a Grã-Cruz da Ordem do Infante D. Henrique pelo presidente da república Jorge Sampaio, título que perdeu em janeiro de 2019 em virtude da sua condenação a 5 anos de prisão efetiva no âmbito do processo Face Oculta.
Suspendeu em novembro de 2009 as funções que desempenhava no BCP, renunciando ao cargo a 2 de julho e recebendo 260 mil euros de indemnização.
Ainda assim, Vara recebeu 882.192 euros em 2010, ano em que não exerceu funções por ter estado suspenso devido ao facto de ter sido constituído arguido no processo Face Oculta.
Em setembro de 2010 foi contratado como Presidente do Conselho de Administração da Camargo Corrêa África, tendo assim a seu cargo as actividades da empresa brasileira em Moçambique e Angola, cargo que abandonou em Agosto de 2014.
Em Abril de 2019, desvinculou-se do Partido Socialista ao fim de 45 anos de militância.
Vara acumula a subvenção mensal vitalícia, relativa ao exercício de funções de deputado e governante, com a pensão de velhice no valor total de 8551 euros por mês: a primeira, para a qual não fez descontos, tem o valor de 4590 euros por mês, e a segunda, para a qual fez contribuições com base no salário, ascende a 3961 euros por mês.

### Condecorações[21]
- Grã-Cruz com Banda da Ordem Mexicana da Águia Azteca do México (23 de março de 2000)

## Processos criminais
Em maio de 2012, foi condenado pela Comissão do Mercado de Valores Mobiliários a uma multa de 50 mil euros por "negligência", por não ter impedido - apesar de ter conhecimento dos factos - um conjunto de ilicitudes realizadas na rede comercial da Caixa Geral de Depósitos em 2006 e a 2007, quando Vara era vice-presidente da CGD.
Em causa estavam financiamentos concedidos a clientes e directores, através de centenas de contas-fantasma, no valor de um milhão de euros, para aquisição de ações durante as ofertas públicas de venda da Galp e da REN e a oferta pública de subscrição da Martifer.
Em 2 de maio de 2014, o Tribunal da Concorrência, Regulação e Supervisão, em Santarém, aplicou uma coima de 40 mil euros a Armando Vara por violação "a título negligente do dever de defesa do mercado" quando era administrador da Caixa Geral de Depósitos. A coima fica suspensa parcialmente em 20 mil euros pelo prazo de dois anos, a executar caso o arguido cometa qualquer ilícito criminal nesse período. Armando Vara é acusado de, através de assinatura, ter aprovado a concessão de crédito a Pedro Jorge Costa Santos para aquisição de ações da Galp e da REN, no valor de 220 mil e 618 mil euros, respetivamente.

### Processo Face Oculta
Em outubro de 2009, foi constituído arguido no âmbito da operação Face Oculta, desencadeada pelo Departamento de Investigação Criminal de Aveiro; seguiu-se, em Novembro do mesmo ano, a suspensão do seu mandato de vice-presidente do Millennium BCP.
Em fevereiro de 2011, o Ministério Público acusou Armando Vara de três crimes de tráfico de influência, no Face Oculta, que envolveu mais 35 arguidos.
Em 13 de março de 2014, o Ministério Público pediu pena de prisão efetiva para o ex-ministro Armando Vara.
No dia 5 de setembro de 2014, Armando Vara foi condenado a uma pena de 20 anos, embora, na prática, seja apenas condenado a 5 anos de prisão efectiva no âmbito do processo Face Oculta.
O tribunal considerou provado que o antigo ministro socialista “fez um ‘pactum sceleris’ [pacto criminoso] e houve vários contactos, entre Manuel Godinho, Armando Vara e Lopes Barreira em conjunto ou isoladamente para concretizar esses objectivos estabelecidos”. E deu como provado em pormenor, o pagamento de 25 mil euros a Vara, para além da "meia-dúzia de robalos" que o mesmo confirmou ter recebido de Manuel Godinho.
O Tribunal da Relação do Porto confirmou, em Abril de 2017, a condenação de Armando Vara a 5 anos de prisão efectiva, pelo que, em virtude da sua condenação a uma pena superior a 3 anos de prisão efetiva, perdeu a condecoração de Grã-Cruz da Ordem do Infante D. Henrique que lhe tinha sido atribuída.
Em 11 de julho de 2018, o Tribunal Constitucional declarou improcedente um recurso apresentado por Armando Vara no âmbito do caso Face Oculta onde eram alegadas 14 inconstitucionalidades.
Em novembro de 2018 perdeu o recurso no Tribunal Constitucional e deverá cumprir, pelo menos, metade dos cinco anos de prisão efetiva a que foi condenado.
Em 14 de janeiro de 2019, a juíza titular do processo Face Oculta deu três dias para o arguido Armando Vara se apresentar em estabelecimento prisional para cumprir a pena de cinco anos de prisão a que foi condenado.
Em 16 de janeiro de 2019 foi detido no Estabelecimento Prisional de Évora, a cumprir a pena que foi condenado.
Armando Vara saiu em 11 de outubro de 2021, em liberdade, libertado no âmbito do regime excecional para a Covid-19 porque se entende que quando foi condenado pelo caso Face Oculta não era titular de cargo público.
Vara cumpriu dois anos e nove meses de uma pena total de cinco anos.

### Operação Marquês
Foi detido, em 9 de julho de 2015, e foi interrogado pelo juiz Carlos Alexandre. Em causa, estavam alegados crimes de corrupção, fraude fiscal e branqueamento de capitais.
Foram realizadas buscas domiciliárias, em instalações de sociedades e numa instituição bancária.
A detenção foi feita na sua casa de Lisboa, em Entrecampos, no âmbito da "Operação Marquês", que investiga o ex-primeiro-ministro José Sócrates.
Em causa, está o processo do empreendimento Vale do Lobo. A Caixa Geral de Depósitos terá financiado o negócio, quando Armando Vara era administrador da instituição. Vara enquanto administrador da Caixa Geral de Depósitos, patrocinou uma operação financeira relacionada com o empreendimento de Vale do Lobo, no Algarve, em que o banco público acabou por perder mais de 100 milhões de euros.
O juiz de instrução aplicou a Vara a prisão domiciliária com pulseira eletrónica. Em outubro de 2015, foi libertado, deixando de estar em prisão domiciliária, pagando uma caução de 300 mil euros fixada pelo juiz Carlos Alexandre.
O julgamento iniciou-se em Junho de 2021. Armando Vara foi o primeiro arguido da Operação Marquês a sentar-se no banco dos réus, enfrentando a acusação por um crime de branqueamento de capitais.
Eis os factos julgados foram: em dezembro de 2005, poucos meses depois de ter sido nomeado administrador da CGD pelo então ministro das Finanças Teixeira dos Santos, Armando Vara abriu uma conta na UBS, na Suíça, em nome de uma companhia offshore registada no Panamá, a Vama Holdings.
Com essa conta Vara entregava em Portugal quantias em dinheiro vivo ao seu gestor de contas suíço, Michel Canals, que as entregava por sua vez a Francisco Canas, o dono já falecido de uma casa de câmbio na baixa, em Lisboa, conhecido também pela alcunha de “Zé das medalhas”.
Ao todo, e sem os declarar à Autoridade Tributária em Portugal, Armando Vara recebeu 2,6 milhões de euros na sua conta na UBS no intervalo de apenas três anos, entre dezembro de 2005 e novembro de 2008, tendo as transferências terminado já depois de ter saído da CGD para se tornar vice-presidente do Millennium BCP, em janeiro desse ano.
Armando Vara estava acusado no processo Operação Marquês de crimes de corrupção, branqueamento e fraude fiscal qualificada, mas, por decisão instrutória do juiz Ivo Rosa, conhecida a 9 de maio de 2021, foi julgado em processo separado unicamente por um crime de branqueamento de capitais pelo qual foi condenado, em 13 de julho de 2021, pelo Tribunal Central Criminal de Lisboa, a dois anos de prisão efetiva.
Em Janeiro de 2022, o Tribunal da Relação de Lisboa manteve pena de dois anos de prisão efetiva, rejeitando o recurso apresentado pela defesa.  Posteriormente recorreu para o Tribunal Constitucional, mas também sem sucesso. Desta forma, sem mais hipóteses de recurso, o processo transitou em julgado.
Em março de 2023, o Tribunal Central Criminal de Lisboa, determinou que o cúmulo jurídico de Armando Vara, no âmbito dos processos Face Oculta e Operação Marquês, é de cinco anos e um mês de prisão.
O Supremo Tribunal de Justiça aumentou para cinco anos e seis meses a pena de prisão em cúmulo jurídico das penas aplicadas nos processos Face Oculta e Operação Marquês.